# Marija Jurić Zagorka

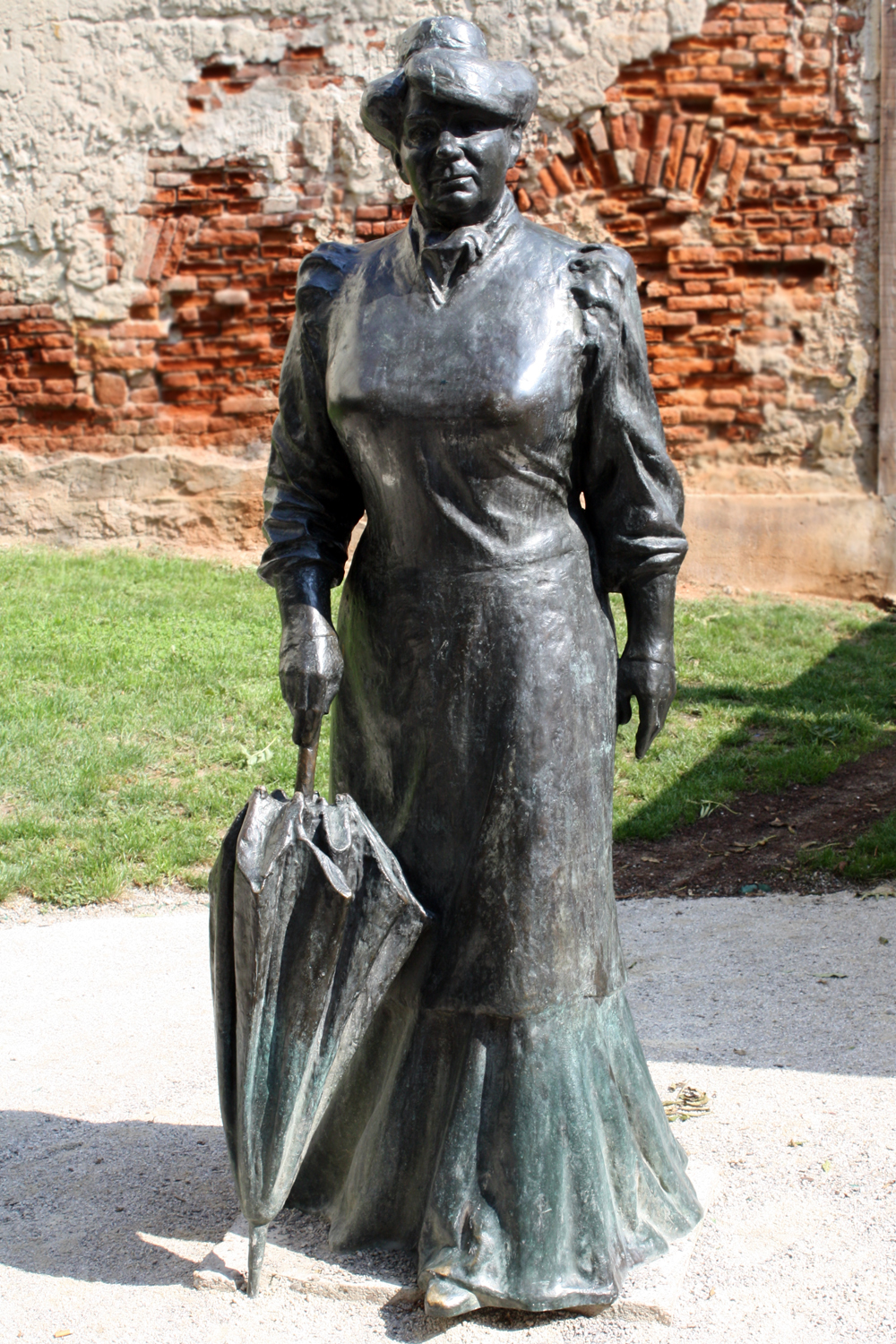
Pomnik Mariji Jurić Zagorka w Zagrzebiu

Marija Jurić ps. Zagorka (ur. 2 marca 1873 w Negovcu k. Vrbovca, zm. 30 listopada 1957 w Zagrzebiu) – chorwacka pisarka, dziennikarka i feministka.
W Zagrzebiu i w Varaždinie uczęszczała do szkoły ludowej (inna nazwa to szkoła powszechna pučka škola, w której obowiązywał czteroklasowy system edukacji). Mając piętnaście lat, przerwała edukację z powodu trudnej sytuacji rodzinnej. Wyszła za mąż za węgierskiego urzędnika kolejowego, ale już po trzech latach od zawarcia aktu małżeństwa, odeszła od niego. Powodem rozstania był brak wyrozumiałości ze strony męża dla emancypacyjnych ideałów, o które z biegiem czasu coraz odważniej walczyła.
Jej debiut dziennikarski to artykuł „Korbač i zob” (Koral i owies) o wydźwięku politycznym, który rozesłała anonimowo do węgierskich gazet opozycyjnych. Został opublikowany a co ważniejsze – spowodował prawdziwy konflikt między władzą a opozycją. Pierwsze pieniądze zarobiła na artykułach pisanych anonimowo do gazet „Hrvatski branik” i „Posavski Hrvatski”.
Poważną karierę dziennikarka rozpoczęła od anonimowego artykułu w politycznym tygodniku „Obzor”, pod tytułem „Egy Percz – Jedan časak”. Po tym artykule, dzięki rekomendacji J.J.Strossmayera, została przyjęta do grupy redakcyjnej tygodnika „Obzor”. Mimo wszystko, jako kobieta, w dalszym ciągu musiała swe teksty publikować anonimowo. W późniejszym czasie zainicjowała powstanie i koordynowała pracę pisma „Ženski list” (1925–1938) – czasopisma, którego grupą odbiorczą miały być wyłącznie kobiety. Kolejnym magazynem, który Zagorka redagowała, było pismo „Hrvatica”.
Czytelnicy z terenów dzisiejszej Polski również mieli możliwość czytania artykułów Zagorki. W latach 1900–1901 jej teksty przedrukowywało pismo „Nowa Reforma”, wydawane w Krakowie i kolportowane na terenie Galicji w zaborze austriackim.
Jako dziennikarka zyskała ważną pozycję w zawodzie i szacunek w świecie polityki. Jest wybitną postacią chorwackiej literatury popularnej, autorką dramatów (Što žena umije, 1901) i licznych powieści, spośród których największym powodzeniem cieszył się cykl Gradska vještica (1912–1914). Jest także uważana za pionierkę chorwackiego feminizmu, którym dała wyraz w zbeletryzowanej autobiografii Kamen na cesti (1938).